# Тодор Неделев
Тодор Неделев (болг. Тодор Неделев, нар. 7 лютого 1993, Пловдив) — болгарський футболіст, півзахисник та вінгер клубу «Лудогорець».
Виступав, зокрема, за клуби «Ботев» (Пловдив) та «Майнц 05», а також національну збірну Болгарії.

## Клубна кар'єра
Народився 7 лютого 1993 року в місті Пловдив. Вихованець футбольної школи клубу «Ботев» 2002.
У дорослому футболі дебютував 2011 року виступами за клуб «Ботев», в якій провів три сезони, взявши участь у 63 матчах чемпіонату.  Більшість часу, проведеного у складі пловдивського «Ботева», був основним гравцем команди.
Своєю грою за цю команду привернув увагу представників тренерського штабу клубу «Майнц 05», до складу якого приєднався 1 січня 2014 року. Відіграв за клуб з Майнца наступні два сезони своєї ігрової кар'єри.
До складу клубу «Ботев» приєднався 2016 року на правах оренди.
У 2017 вже повноцінним трансфером приєднався до складу «Ботева».
28 лютого 2023 року, в останній день трансферного вікна, Тодор перейшов до «Лудогорця» за 150 тисяч євро.

## Виступи за збірні
2009 року дебютував у складі юнацької збірної Болгарії, у складі якої взяв участь у 3 іграх , відзначившись одним забитим голом.
Протягом 2012–2013 років залучався до складу молодіжної збірної Болгарії. На молодіжному рівні зіграв у 2 офіційних матчі і забив 3 голи.
2013 року дебютував в офіційних матчах у складі національної збірної Болгарії. 
13 жовтня 2018 року забив свій перший гол за збірну в матчі Ліги націй УЄФА проти збірної Кіпру.

## Титули і досягнення
- Чемпіон Болгарії (3):

«Лудогорець»: 2022-23, 2023-24, 2024-25
- Володар Кубка Болгарії (3):

«Ботев»: 2016-17
«Лудогорець»: 2022-23, 2024-25
- Володар Суперкубка Болгарії (3):

«Ботев»: 2017
«Лудогорець»: 2023, 2024